# (36749) 2000 RW65
2000 RW65 (asteroide 36749) é um asteroide da cintura principal. Possui uma excentricidade de 0.16900460 e uma inclinação de 4.88751º.
Este asteroide foi descoberto no dia 1 de setembro de 2000 por LINEAR em Socorro.